# Плоскопанельні дисплеї

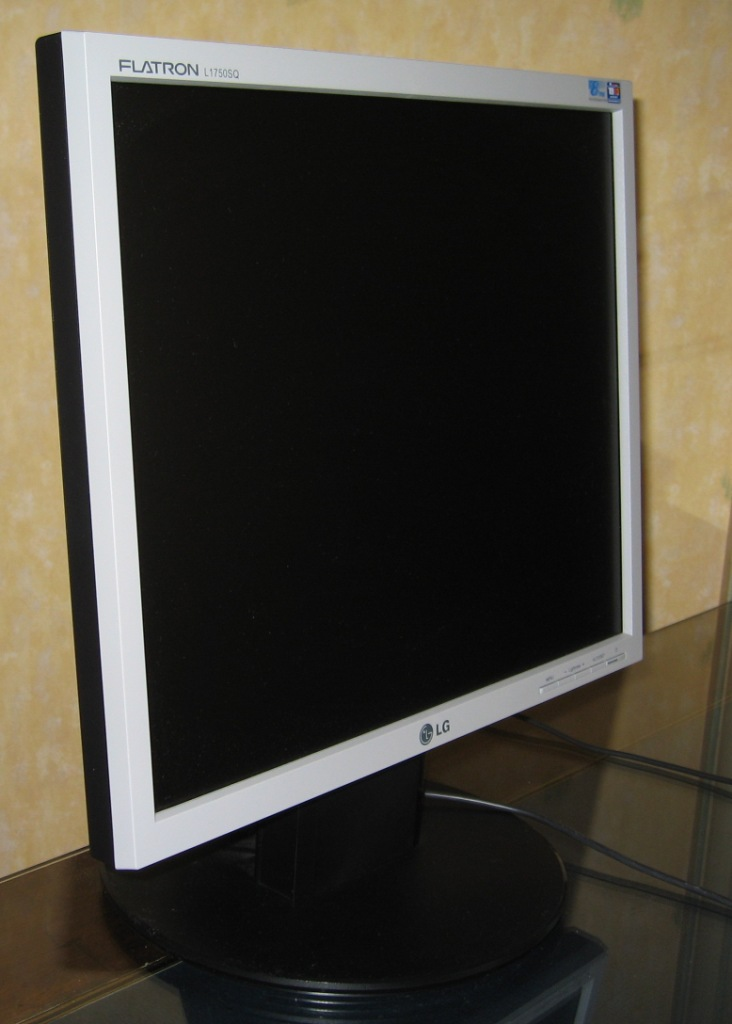
Плоскопанельний РК-монітор.

Плоскопанельні дисплеї — дисплеї, які мають товщину не більше 10 сантиметрів. Вони набагато легші і тонші від телевізорів і моніторів, що використовують електронно-променеві трубки.
Плоскопанельні дисплеї діляться на дві загальні категорії — статичні та змінні.
У більшості сучасних плоскопанельних дисплеїв використовуються рідкокристалічні технології. Більшість РК-екранів мають заднє підсвічування, яке підвищує їх читаність в яскраво освітлених місцях. Такі екрани мають малу товщину і невелику масу, забезпечують кращу лінійність і більш високу роздільність.
Багатофункціональний монітор — плоскопанельний дисплей, обладнаний додатковими відеовходами (більше, ніж у простих РК-моніторів). Він призначений для роботи з різними зовнішніми джерелами відеосигналу. У багатьох випадках такі монітори оснащені телевізійними тюнерами, що робить їх схожими на РК-телевізори.

## Історія
Вперше ідею плоскопанельних дисплеїв висунула корпорація General Electric, в результаті робіт над радарними моніторами. Опубліковані ними дані стали основою для всіх майбутніх плоскопанельних телевізорів і моніторів. Але General Electrics не стала далі займатися розробкою цієї технології, і не створила жодного працюючого плоскопанельного дисплея.
Плазмова панель вперше була винайдена в Іллінойському університеті в 1964 році.
Перший у світі адресний дисплей на активній матриці був розроблений в 1968 році, відділом Thin-Film Devices корпорації Westinghouse Electric, який курувався Пітером Броді.
Станом на 2012 рік, тайванські виробники, такі як AU Optronics і Chimei Innolux Corporation, займають половину ринку плоскопанельних дисплеїв.

## Поширені типи дисплеїв

### Рідкокристалічні дисплеї
Між двома струмопровідними пластинами наносять тонкий шар рідких кристалів, що мають кристалічні властивості. На верхній пластині розташовані прозорі електроди. Нижня пластина являє собою дзеркальну поверхню. При прикладанні напруги різні ділянки рідких кристалів змінюють свої світлорозсіювальні та поляризаційні властивості: вони можуть або пропускати світло, або його блокувати. Зображення формується за допомогою світла, що проходить через певні сегменти рідких кристалів і відбивається від дзеркальної пластини у напрямку до глядача.
Рідкокристалічні дисплеї мають такі переваги над електронно-променевими дисплеями: мала вага, мобільність, компактність, низька ціна, вища надійність, менше навантаження на очі. Вони використовуються в різних електронних приладах, таких як годинники, калькулятори, ноутбуки тощо.

### Газорозрядні (плазмові) дисплеї
Плазмовий дисплей складається з двох скляних пластин, розділених на вузькі комірки, заповнені певним газом, наприклад, неоном. Через кожну таку пластину паралельно проходить кілька електродів. Електроди на двох пластинах розташовані під прямим кутом один до одного. При подаванні напруги на електроди двох пластин, газова комірка між електродами починає світитися. Світіння газових комірок підтримується за допомогою низької напруги, яка надходить на всі електроди.

### Електролюмінесцентні дисплеї
В електролюмінесцентних панелях зображення формується внаслідок світіння фосфору, при подаванні електричного розряду на пластини.

### Світлодіодний дисплей
Світлодіод — напівпровідниковий прилад з електронно-дірковим переходом, який створює оптичне випромінювання при пропусканні через нього електричного струму в прямому напрямку.

## Дисплеї з регенерацією
У дисплеях c регенерацією пікселі повинні постійно оновлюватися, щоб зберігати свій стан, навіть у разі статичних зображень. Таке оновлення відбувається багато разів на секунду. Якщо цього не робити, то пікселі поступово втратять свій послідовний стан і зображення поступово зникне.

## Приклади пласкопанельних дисплеїв з регенерацією
- Рідкокристалічний дисплей з активною матрицею (AMLCD);
- Електронний папір: E Ink, Gyricon;
- Електролюмінесцентний дисплей[ru] (ELD);
- Digital Light Processing[en] (DLP);
- Дисплей з автоелектронною емісією (FED);
- Дисплей на основі інтерферометричної модуляції (IMOD);
- Світлодіодний дисплей (LED);
- Рідкокристалічний дисплей (LCD);
- Дисплей на основі органічних світлодіодів (OLED);
- Газорозрядний дисплей (PDP);
- Дисплей на квантових точках (QLED);
- SED-дисплей[en] (SED, SED-TV);

На даний момент лише деякі дисплейні технології з цього списку доступні в продажу, зокрема OLED дисплеї поступово починають використовуватися, переважно в мобільних телефонах.

## Статичні дисплеї
У статичних пласкопанельних дисплеях використовують матеріали з двома стійкими станами кольору. Це означає, що для підтримки зображення їм зовсім не потрібна електрика. Внаслідок цього дисплеї виходять значно енергоекономнішими, але недоліком стає низька частота оновлення, яка не годиться для інтерактивних дисплеїв.
Статичні дисплеї починають використовуватися в обмеженій кількості (холестеричні дисплеї, вироблені фірмою Magink для використання в зовнішній рекламі; електронний папір в електронних книгах корпорацій Sony і iRex).